# Сезона циклона на Атлантику 2012.
Сезона циклона на Атлантику 2012. године је једна од веома активних цикличних сезона урагана на северној хемисфери. До сада је забележено укупно 19 олуја, од чега десет урагана. Званично, сезона је почела 1. јуна и завршава се 30. новембра. Прва олујна активност забележена је већ у предсезони, тачније 19. маја. Најснажнији циклон био је ураган Мајкл (трећа категорија), а најразорнији Сенди (штета од око 55 милијарди долара и 150 настрадалих).

## Преглед забележених олуја
| Назив циклона | Класификација       | Датум                        | Брзина ветра | Најнижи притисак | Путања | Захваћена подручја                                               |
| ------------- | ------------------- | ---------------------------- | ------------ | ---------------- | ------ | ---------------------------------------------------------------- |
| Алберто       | тропска олуја       | 19. мај - 22. мај            | 95 км/ч      | 995 мбар         |        | Атлантик                                                         |
| Берил         | тропска олуја       | 26. мај - 30. мај            | 110 км/ч     | 992 мбар         |        | САД · Бахаме · Куба                                              |
| Крис          | ураган категорије 1 | 19. јун - 21. јун            | 120 км/ч     | 987 мбар         |        | Атлантик                                                         |
| Деби          | тропска олуја       | 23. јун - 27. јун            | 95 км/ч      | 990 мбар         |        | САД · Куба · Бермуди                                             |
| Ернесто       | ураган категорије 1 | 1. август - 10. август       | 140 км/ч     | 980 мбар         |        | Мексико · Јамајка · Кариби                                       |
| Флоренс       | тропска олуја       | 3. август - 6. август        | 95 км/ч      | 1002 мбар        |        | Атлантик                                                         |
| Хелена        | тропска олуја       | 9. август - 19. август       | 75 км/ч      | 1004 мбар        |        | Мексико · Белизе · Тринидад и Тобаго · Аруба · Бонајре · Курасао |
| Гордон        | ураган категорије 2 | 15. август - 20. август      | 175 км/ч     | 965 мбар         |        | Атлантик                                                         |
| Ајзак         | ураган категорије 1 | 21. август - 1. септембар    | 130 км/ч     | 968 мбар         |        | САД · Куба · Бахаме · Порторико                                  |
| Џојс          | тропска олуја       | 22. август - 24. август      | 65 км/ч      | 1006 мбар        |        | Атлантик                                                         |
| Кирк          | ураган категорије 2 | 28. август - 2. септембар    | 165 км/ч     | 970 мбар         |        | Атлантик                                                         |
| Лесли         | ураган категорије 1 | 30. август - 11. септембар   | 120 км/ч     | 968 мбар         |        | Бермуди · Канада · Исланд · Шкотска                              |
| Мајкл         | ураган категорије 3 | 3. септембар - 11. септембар | 185 км/ч     | 964 мбар         |        | Атлантик                                                         |
| Надин         | ураган категорије 1 | 11. септембар - 4. октобар   | 150 км/ч     | 978 мбар         |        | Азори                                                            |
| Оскар         | тропска олуја       | 3. октобар - 5. октобар      | 85 км/ч      | 997 мбар         |        | Атлантик                                                         |
| Пети          | тропска олуја       | 11. октобар - 13. октобар    | 75 км/ч      | 1005 мбар        |        | Бахаме                                                           |
| Рафаел        | ураган категорије 1 | 12. октобар - 17. октобар    | 150 км/ч     | 969 мбар         |        | Мали Антили · Порторико · Бермуди · Канада · Западна Европа      |
| Сенди         | ураган категорије 2 | 22. октобар - 29. октобар    | 175 км/ч     | 940 мбар         |        | Јамајка · Куба · Хаити · Бахаме · САД · Канада                   |
| Тони          | тропска олуја       | 22. октобар - 25. октобар    | 85 км/ч      | 1000 мбар        |        | Атлантик                                                         |